# Sommet des BRICS 2023
Le sommet des BRICS 2023 est le 15e sommet des BRICS qui se tient du 22 au 24 août 2023 à Johannesbourg en Afrique du Sud,.

## Participants

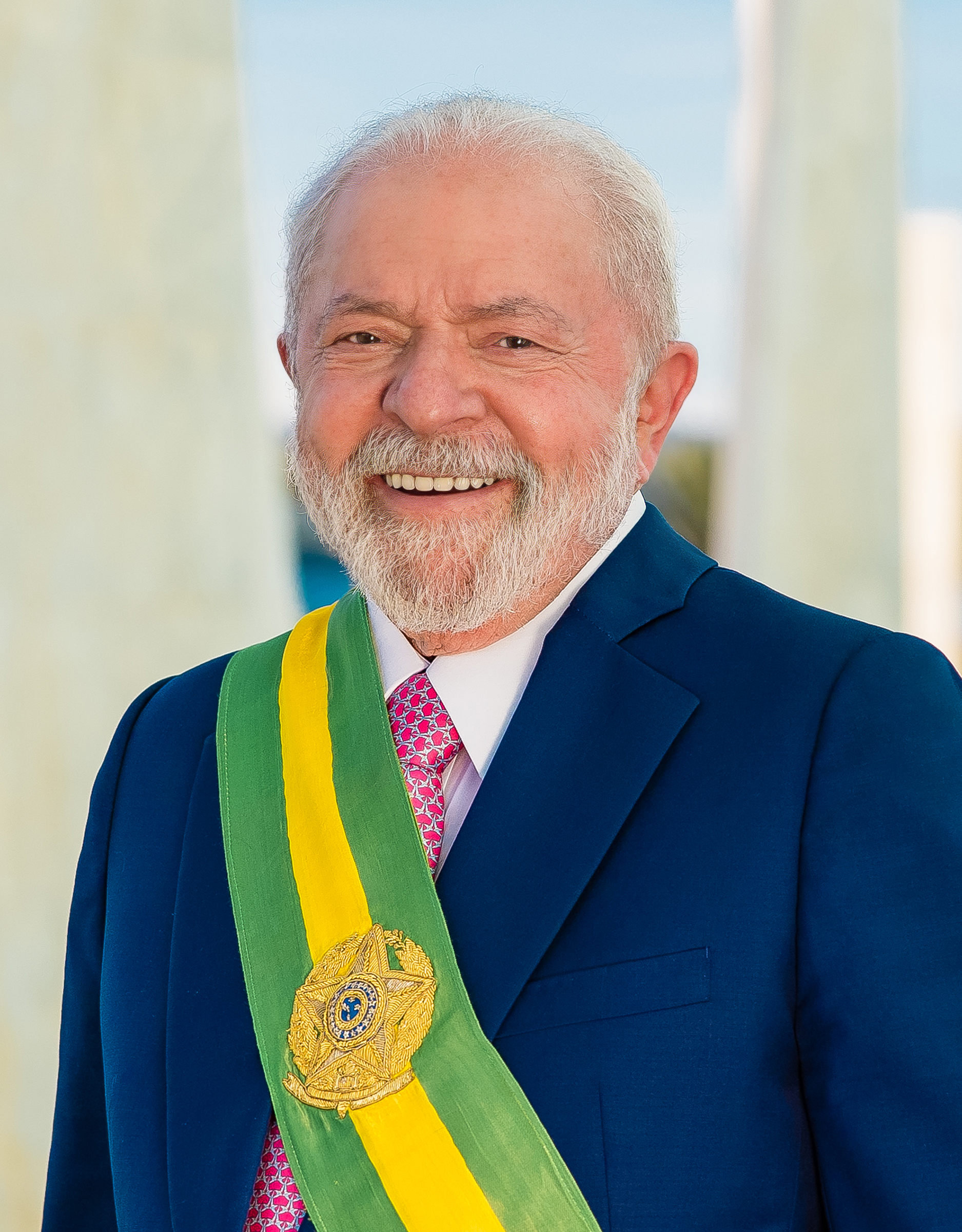
Luiz Inácio Lula da Silva Président du Brésil
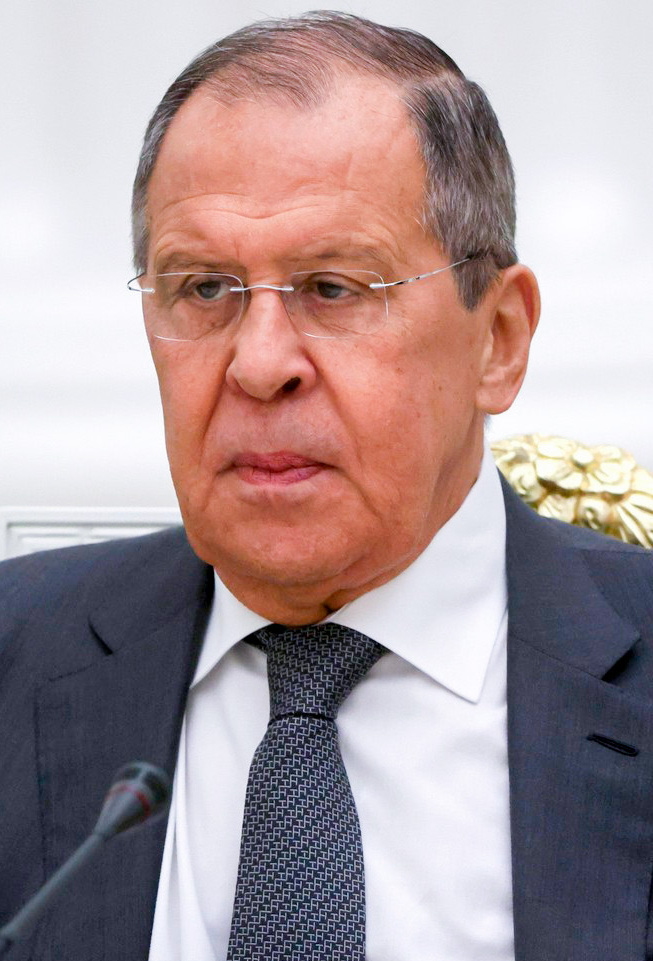
Sergueï Lavrov Ministre des Affaires étrangères
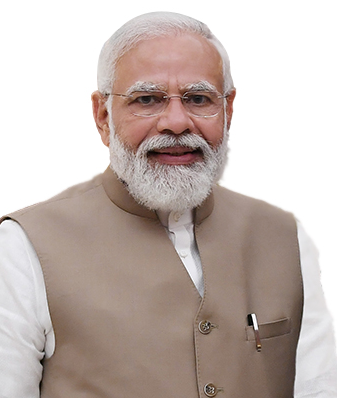
Narenda Modi Premier ministre de l'Inde
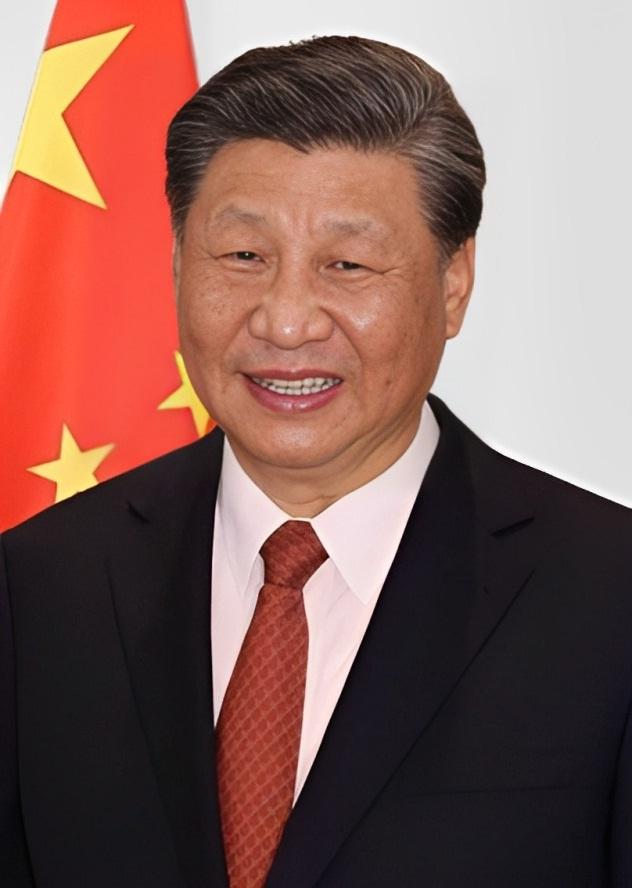
Xi Jinping Président de la Chine
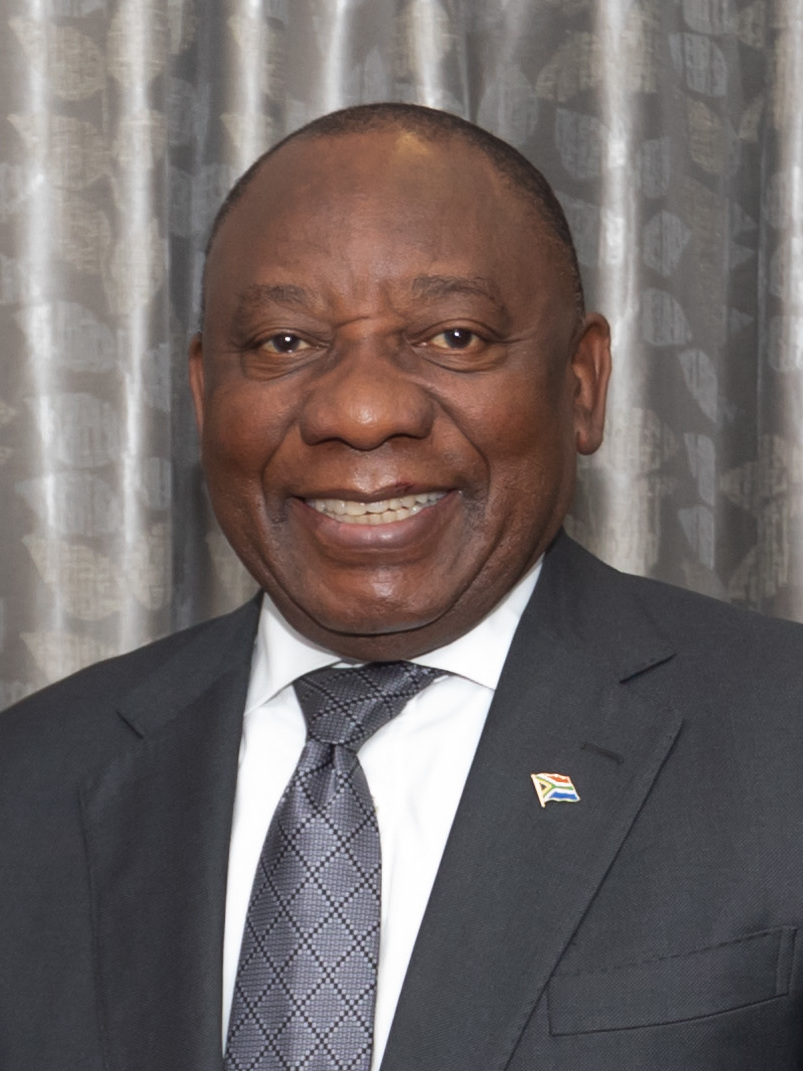
Cyril Ramaphosa Président de l'Afrique du Sud

## Déroulement
Les participants ont souhaité mettre fin à leur dépendance au dollar. 
À la fin du sommet, le président sud-africain Cyril Ramaphosa annonce que l'Arabie saoudite, l'Argentine, l'Égypte, les Émirats arabes unis, l'Éthiopie et l'Iran rejoindront les BRICS. Leur adhésion pleine et entière prendra effet le 1er janvier 2024,.